# Contea di Kandiyohi
La contea di Kandiyohi in inglese Kandiyohi County è una contea dello Stato del Minnesota, negli Stati Uniti. La popolazione al censimento del 2000 era di 41 203 abitanti. Il capoluogo di contea è Willmar